# Grattacieli più alti della svizzera

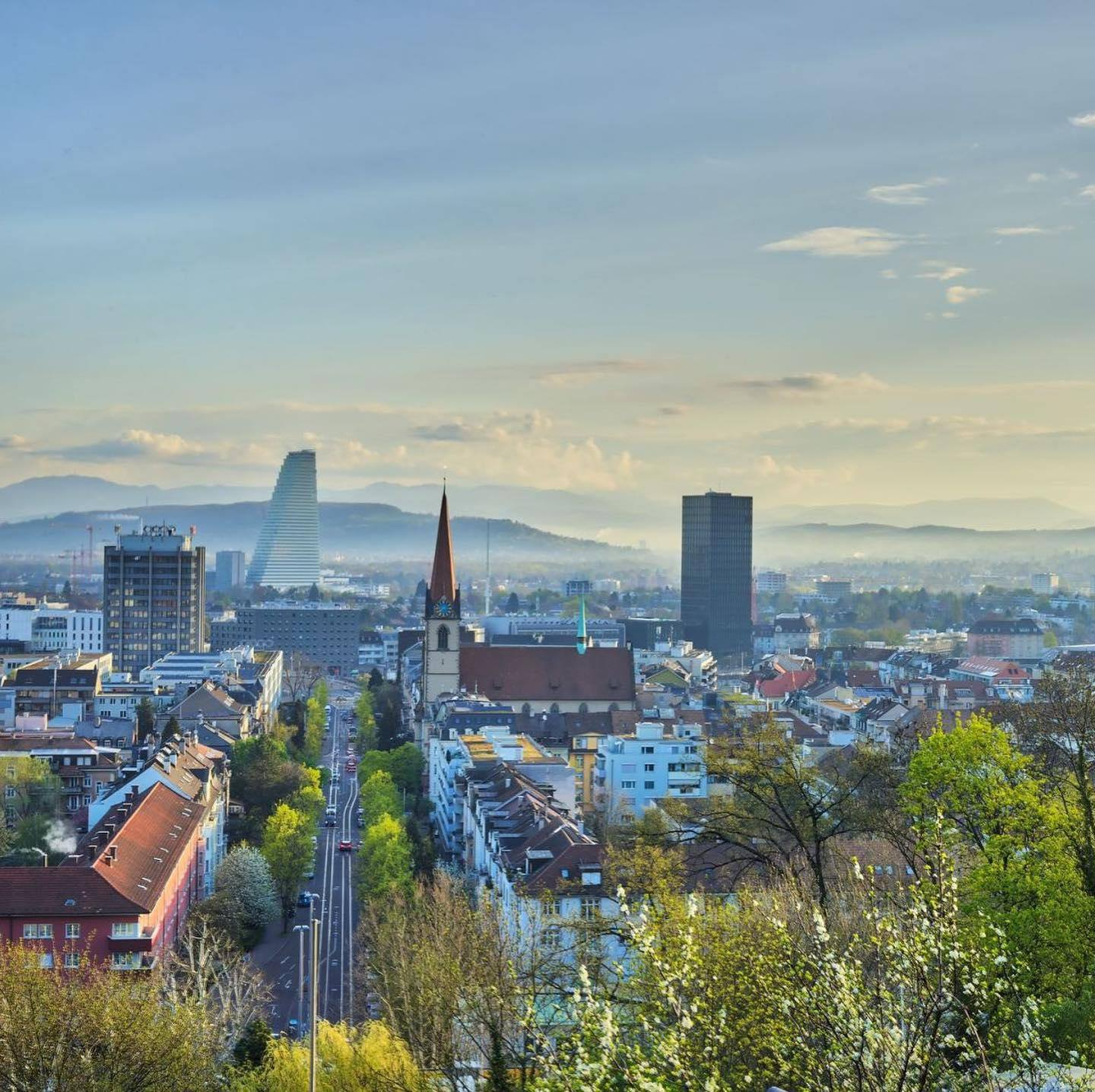
Basilea ospita tre dei quattro grattacieli più alti della Svizzera.

Questa è una lista dei grattacieli più alti della Svizzera con altezza minima di 80 metri. Il più alto è la Roche Tower 2 di Basilea che con i suoi 205 metri è l'edificio più alto del paese.

## Elenco
| Pos. | Nome                     | Immagine | Città      | Altezza | Piani | Anno di realizzazione |
| ---- | ------------------------ | -------- | ---------- | ------- | ----- | --------------------- |
| 1    | Roche Tower 2            |          | Basilea    | 205 m   | 50    | 2022                  |
| 2    | Roche Tower 1            |          | Basilea    | 178 m   | 41    | 2015                  |
| 3    | Prime Tower              |          | Zurigo     | 126 m   | 36    | 2011                  |
| 4    | Basler Messeturm         |          | Basilea    | 105 m   | 32    | 2005                  |
| 5    | JaBee Tower              |          | Dübendorf  | 100 m   | 32    | 2019                  |
| 6    | Sulzer Tower             |          | Winterthur | 99,7 m  | 28    | 1966                  |
| 7    | Hardau Towers (Torre 1)  |          | Zurigo     | 95 m    | 33    | 1978                  |
| 8    | Le Lignon (Torre Grande) |          | Ginevra    | 91 m    | 34    | 1968                  |
| 9    | Roter Turm (Winterthur)  |          | Winterthur | 90 m    | 24    | 1999                  |
| 10   | Bâloise Park West        |          | Basilea    | 89 m    | 24    | 2020                  |
| 11   | Hochzwei (Lucerna)       |          | Lucerna    | 88 m    | 33    | 2012                  |
| 12   | Telli Tower              |          | Aarau      | 85 m    | 32    | 1972                  |
| 13   | Swissôtel Zürich         |          | Zurigo     | 85 m    | 32    | 1972                  |
| 14   | Lacuna Tower             |          | Coira      | 85 m    | 25    | 1972                  |
| 15   | Ceres Tower              |          | Pratteln   | 82 m    | 23    | 2017                  |
| 16   | Meret Oppenheim Hochhaus |          | Basilea    | 81 m    | 19    | 2019                  |
| 17   | Park Tower               |          | Zugo       | 81 m    | 25    | 2014                  |
| 18   | Mobimo Tower             |          | Zurigo     | 81 m    | 24    | 2011                  |
| 19   | Vulcano Tower (Torre 1)  |          | Zurigo     | 80 m    | 26    | 2018                  |
| 20   | Vulcano Tower (Torre 2)  |          | Zurigo     | 80 m    | 26    | 2018                  |
| 21   | Vulcano Tower (Torre 3)  |          | Zurigo     | 80 m    | 26    | 2018                  |
| 22   | Hardturm Park Tower      |          | Zurigo     | 80 m    | 24    | 2014                  |
| 23   | Limmat Tower             |          | Dietikon   | 80 m    | 24    | 2013                  |
| 24   | Andreasturm              |          | Zurigo     | 80 m    | 22    | 2018                  |
| 25   | WestLink Tower           |          | Zurigo     | 80 m    | 21    | 2017                  |